# マディヤ・プラデーシュ州
マディヤ・プラデーシュ州（マディヤ・プラデーシュしゅう、英語: Madhya Pradesh、ヒンディー語: मध्य प्रदेश、IPA: [məd̪ʰjə prəd̪eːʃ]、「中央の州」の意）は、インド中央部の州。州都はボーパール、最大都市はインドール。そのほか主要都市としてグワリオル、ジャバルプル、ウッジャイン、デーワース、サーガール、サトナ、リーワーがある。面積は308,144km²でインドの州のうち2位、人口は7200万人以上と同5位である。2000年にチャッティースガル州が分離するまでは、国内最大の州であった。北東でウッタル・プラデーシュ州、東でチャッティースガル州と、南でマハーラーシュトラ州と、西でグジャラート州と、北西でラージャスターン州とそれぞれ隣接する。
古代の十六大国時代には、ウッジャインを首都とするアヴァンティ国が栄えた。近世の18世紀にはマラーター王国の版図であったが、一連のマラーター戦争の後、19世紀にいくつかの藩王国と中央州およびベラール、それに中央インド直轄領に再編された。インド独立後に中央州およびベラールがマディヤ・プラデーシュ州に改称されたが、これは現在のマディヤ・プラデーシュ州の南部とマハーラーシュトラ州の北部にあたる。当時の州都はナーグプルに置かれた。1956年の地方行政区画再編でマディヤ・バーラト州、ヴィンディヤ・プラデーシュ州、ボーパール州と合併し、新生マディヤ・プラデーシュ州となった。このとき、マラーティー語が主要言語であるヴィダルバ地方はボンベイ州に移管された。
州内総生産はインドの州で10位の9兆1700億インド・ルピー（以下ルピー）、ひとりあたりの州民総生産は同26位の10万9372ルピーである。近年は全国平均を上回る経済成長が続いている。人間開発指数は、インドの州で23位である。ダイヤモンドや銅といった鉱物資源に恵まれている。また、州の25.14%が森林である。

## 主要都市
- ボーパール
- チャタルプル

## 行政区分
- en:Bhopal division
  1. ボーパール県（英語版） (Bhopal District)
  2. ラーイセーン県（英語版） (Raisen District)
  3. ラージガル県（英語版） (Rajgarh District)
  4. スィーホール県（英語版） (Sehore District)
  5. ヴィディシャー県（英語版） (Vidisha District)
- en:Chambal division
  1. ムライナー県（英語版） (Morena District)
  2. シヴプル県（英語版） (Sheopur District)
  3. ビンド県（英語版） (Bhind District)
- en:Gwalior division
  1. アショークナガル県（英語版） (Ashoknagar District)
  2. シヴプリー県（英語版） (Shivpuri District)
  3. ダティヤー県（英語版） (Datia District)
  4. グナー県（英語版） (Guna District)
  5. グワーリヤル県（英語版） (Gwalior District)
- en:Indore division
  1. en:Alirajpur district
  2. バルワーニー県（英語版） (Barwani District)
  3. ブルハーンプル県（英語版） (Burhanpur District)
  4. ダール県（英語版） (Dhar District)
  5. インダウル県（英語版） (Indore District)
  6. ジャーブアー県（英語版） (Jhabua District)
  7. カンダワー県（英語版） (Khandwa District, 東en:Nimar)
  8. カルゴーン県（英語版） (Khargone District, 西en:Nimar)
- en:Jabalpur division
  1. バーラーガート県（英語版） (Balaghat District)
  2. チンドワーラー県（英語版） (Chhindwara District)
  3. ジャバルプル県（英語版） (Jabalpur District)
  4. カトニー県（英語版） (Katni District)
  5. マーンドラー県（英語版） (Mandla District)
  6. ナルスィンハプル県（英語版） (Narsinghpur District)
  7. スィヴニー県（英語版） (Seoni District)
- en:Narmadapuram division
  1. ベートゥル県（英語版） (Betul District)
  2. ハルダー県（英語版） (Harda District)
  3. ホーシャンガーバード県（英語版） (Hoshangabad District)
- en:Rewa division
  1. リーワー県（英語版） (Rewa District)
  2. サトナー県（英語版） (Satna District)
  3. スィーディー県（英語版） (Sidhi District)
  4. en:Singrauli district
- en:Sagar division
  1. チャッタルプル県（英語版） (Chhatarpur District)
  2. ダモー県（英語版） (Damoh District)
  3. パンナー県（英語版） (Panna District)
  4. サーガル県（英語版） (Sagar District)
  5. ティーカムガル県（英語版） (Tikamgarh District)
- en:Shahdol division
  1. アヌーププル県（英語版） (Anuppur District)
  2. ディンダウリー県（英語版） (Dindori District)
  3. シャードール県（英語版） (Shahdol District)
  4. ウマリヤー県（英語版） (Umaria District)
- en:Ujjain division
  1. デーワース県（英語版） (Dewas District)
  2. マンドサウル県（英語版） (Mandsaur District)
  3. ニーマチ県（英語版） (Neemuch District)
  4. ラトラーム県（英語版） (Ratlam District)
  5. シャージャープル県（英語版） (Shajapur District)
  6. ウッジャイン県（英語版） (Ujjain District)

## その他
- 1970年代は州内で密造酒の本場といわれるほど粗悪な酒類が流通した。1976年10月には、メチルアルコール入りの密造酒を飲んだインドール市のスラム街住民ら105人が中毒死している[5]。
- 2020年には、バッタが大量発生。農作物に大きな被害を出した[6]。